# 水沢アキ
水沢 アキ（みずさわ アキ、1954年〈昭和29年〉12月5日 - ）は、日本の女優、タレント、モデル、歌手、実業家である。本名 スィーヒ 昭子（スィーヒ あきこ、旧姓・溜井（ためい））。身長158cm、B85cm、W58cm、H85cm（1975年1月、水沢本人の申告）。
元オスカープロモーション所属。過去に所属していた芸能事務所は、田辺エージェンシー、BESIDEなど。旧芸名、水沢 あき子（みずさわ あきこ）。

## 来歴
東京都目黒区駒場生まれ。日本女子体育短期大学体育科（舞踊専攻）を1977年（昭和52年）に卒業。
山脇学園中学校に在学していた14歳のときから2年間、劇団若草に在籍した。その後改めてスカウトされ、1972年（昭和47年）10月に「水沢 あき子」（みずさわ あきこ）の芸名でデビュー、源氏鶏太の小説『青空娘』を原作とするTBSテレビドラマ『夏に来た娘』の主演・小野有子役を演じた。一方、当時在学していた山脇学園高等学校は芸能活動を禁止していたために中退、二階堂高等学校に転校した（同校卒業）。
翌1973年（昭和48年）7月1日、歌手としても“ソニー家の三女”というキャッチフレーズで、CBS・ソニーレコード（現：ソニー・ミュージックエンタテインメント(SMEJ)）から『娘ごころ』でデビューした。それを機に現在の芸名「水沢 アキ」（みずさわ あき）に改名した。水沢の芸名は、当時の所属事務所のスタッフが総出で「流れる水のようにいつまでも淀まず、さわやかで美しくあって欲しい」という意味合いで考えたもので、名前から「子」を取ったのは、姓名判断でこの方がいいとしたことからだったという。あき子の名前のままだと「仕事運も男性運も悪い」とある住職に言われてのこともあったからという。
1975年からNHKの人気クイズ番組『連想ゲーム』に紅組の解答者としてレギュラー出演。その美貌と頭の回転の良さで人気者となり、1978年には紅組のキャプテンに昇格する。しかし翌年、同番組の本番中、「こけし」という解答問題のとき、女性解答者に「電動」というヒントを与えてしまう。この「電動こけし事件」により『連想ゲーム』を降板させられ、解答者だった中田喜子が紅組キャプテンに昇格した。騒動の直後「電動こけし事件」についてインタビューを受けた水沢は、「私は「電動」とは言っていない。「伝統」と言ったんです」と弁明している。
歌手デビューの頃からそのプロポーションが注目されていたが、長らく露出は水着、セミヌードにとどまっていた。「映画でヌードを強要されたら引退する」と公言し、それで秋吉久美子と大ゲンカになり口も聞かない仲となったが、雑誌「GORO」1986年1月1日号「激写」グラビアで初ヌードを披露（撮影当時30歳）。その後、23歳～24歳当時にオフショットで撮影されたヌード写真が同誌で公開され、写真集に収録されている。映画・ドラマではさらに露出を控えており、2011年公開の映画「やさしい手」で性風俗関連特殊営業種の女性従業員役で初のヌードシーンを演じた。

### 私生活
1980年代初頭、俳優・国広富之と交際。当時、水沢は『連想ゲーム』で人気者になったあとであり、国広もドラマ『噂の刑事トミーとマツ』でブレイクしたあとであり、人気者同士の美男美女のカップルであった。二人で長期間アメリカ各地を周る旅をしたあと、1983年、婚約を発表する。しかし、国広が女優・赤木春恵の娘・野杁泉（当時26歳）と二股交際をし、それがマスコミに知られて発表される。当時、水沢と国広は結婚式を挙げる教会を予約しており、ウエディングドレスも完成しており、結婚直前であった。マスコミの報道で国広の二股交際を知った水沢は、記者会見で「騙されるところでした。マスコミの皆様に教えていただいてありがとうございました」と涙ながらに語った。こうして水沢は国広との婚約を解消し、破局となった。
1986年（昭和61年）、英語教材会社や金融会社を経営する日本在住の米国人ビジネスマン、ガイ・スィーヒと結婚。1男1女を儲けるが、1993年（平成5年）に離婚。離婚後、バブル崩壊などで不動産投資に失敗し、6億5千万円の借金を作ったが11年で返済したとしている。
長男は、ジュリアンとして2011年（平成23年）に俳優デビュー。テレビ番組で水沢から幼少期に児童虐待を受けていたと証言した。長女フランキー・スィーヒはタレント・画家・英会話教師。水沢に反発して15歳で家出。父親の元へ行き、水沢とは絶縁したが、その後何度か共演もしている。
過去に映画俳優のジャッキー・チェンと交際していたと2013年12月1日放送の『お笑いワイドショー マルコポロリ!』（関西テレビ）で告白。「すごい体でした。1年間くらい交際しました。」とコメントした。
現在は下北沢でレンタルスタジオを経営するなど実業家の一面も持つ。

## 出演

### テレビドラマ
- 夏に来た娘（1972年、TBS）
- まんまる四角（1973年、TBS）
- 銀河テレビ小説（NHK総合）
  - 生きて愛して（1973年）
  - 復活（1981年）
- 天下堂々（1973年、NHK総合）
- どっこい大作（1973年、NET） - 鳴海京子 役
  - 第47話「青春のひとつ」（1973年）
  - 第58話「情無用の日本一」（1974年）
- 日本沈没（1974年 - 1975年、TBS）
- 隠密剣士 突っ走れ! 第2話「空飛ぶ信太郎」（1974年、TBS） - 三代 役
- 事件狩り 第8話（1974年、TBS）
- ブラザー劇場（TBS）
  - 若い!先生（1974年） - 香月啓子 役
  - それ行け!カッチン 第7話「先生のお年玉」（1976年）
- プレイガールQ 第17話「女は裸で強くなる」（1975年、12ch/東映） - みどり 役
- ふりむくな鶴吉 第22話（1975年、NHK総合）
- 東芝日曜劇場（TBS）
  - 第945回「明日また」（1975年）橋田壽賀子／脚本
  - 第970回「愛ってなあーに」（1975年）橋田壽賀子／脚本
  - 第983回「誰も知らない愛」（1975年）橋田壽賀子／脚本
  - 第1438回「29歳」（1984年、TBS）
  - 第1473回「路地からの脅迫状」（1985年、RKB毎日放送）
- ちんどんどん（1975年、日本テレビ）
- 遠山の金さん
  - 第1シリーズ 第53－81話（1976年 - 1977年、NET/東映） - お京 役
- 燃える捜査網 第3話（1975年、NET/東映）
- 十手無用 九丁堀事件帖 第7話「盗っ人仁義」（1975年、日本テレビ/東映）
- 大都会 闘いの日々 第1話「妹」（1976年、日本テレビ/石原プロ） - 中川もとこ 役[22]
- マチャアキの森の石松 第25-26話（1976年、NET）
- 太陽にほえろ! （東宝 / NTV）
  - 第185話「虹」（1976年） - 水島佳代 役
  - 第462話「あなたにその声が聞こえるか」（1981年） - 麻生晴子 役
  - 第466話「ひとりぼっちの死」（1981年） - 同上
  - 第497話「ゴリさんが拳銃を撃てなくなった!」（1982年） - 同上
  - 第512話「婚約者の死」（1982年） - 同上
  - 第523話「ゴリさん,死の対決」（1982年） - 同上
  - 第525話「石塚刑事殉職」（1982年） - 同上
  - 第665話「殉職刑事たちよ、やすらかに」（1985年） - 同上
- 大江戸捜査網 第238話「万引姫大奮戦」（1976年、12ch/三船プロ） - 綾姫 役
- あがり一丁!（1976年、NTV）
- かず恵はかず恵（1976年、NHK総合）
- かあさん堂々（1977年、TBS） ‐ 水木純子 役
- 水戸黄門（TBS/C.A.L）
  - 第8部 第1話「薩摩へ向う世直し旅・江戸」（1977年） - お順 役
  - 第10部 第10話「婿入り八丁味噌・岡崎」（1979年） - およし 役
  - 第14部 第18話「人情紅花夫婦染・米沢」（1984年） - お園 役
- 砂の器（1977年、CX） - 花江 役　※1985年に再編集版放送
- 土曜ワイド劇場（テレビ朝日）
  - 最後の賭け / 老刑事と金庫破り（1977年、同上 / 大映 / 俳優座映画放送部）
  - 脅迫 幸福を買いませんか（1978年 / 東宝）
  - 通り魔連続殺人 襲われた団地妻（1981年）
  - 幻の女 離婚殺人の罠（1981年）
  - 競作推理シリーズ1 料理教室殺人事件 卵のトリック（1981年）
  - 危険な斜面|松本清張の危険な斜面 白骨になった女（1982年） - 野関良子 役
  - 妹を犯した男 鳴き竜の謎を求めて（1982年）
  - 団地妻のさけび 結婚五年目の破局!（1983年）
  - オフィス妻のさけび 超高層ビルから死の投身!?（1985年）
  - 白衣の複合殺人（1987年）
  - 家政婦は見た!10（1992年、テレビ朝日）
  - こちら禅寺探偵局 奇妙な千社札連続殺人事件!（1996年）
  - おとり捜査官北見志穂10（2006年）
  - 西村京太郎サスペンス 鉄道捜査官15（2015年4月4日） - 楠木和美 役
- 気まぐれ本格派（1977年 - 1978年、NTV） - 鷲崎涼子 役
- 塚本次郎の夏（1977年10月13日、NHK） - 林友子 役
- 炎の家 愛は二度生まれる（1978年、KTV）
- 達磨大助事件帳 第21話「還って来た幸福」（1978年、テレビ朝日 / 前進座 / 国際放映） - おしん 役
- 紅孔雀（1978年、NHK総合） - 久美 役(声の出演)
- ナショナルゴールデン劇場（テレビ朝日）
  - 敵か?味方か3対3（1978年）
  - 誰かさんと誰かさん（1978年）
- 消えた巨人軍（1978年、日本テレビ） - 矢部史子 役
- 風鈴捕物帳（1978年、テレビ朝日/東映） - おりん 役
- 新春推理シリーズ(2)「猫が運んだ新聞」（1979年、テレビ朝日）
- 熱愛一家・LOVE（1979年、TBS） - 鈴木今日子 役
- 魔女伝説（1979年、フジテレビ）
- 女たちの家（1980年、フジテレビ） - 花緒 役
- ザ・商社（1980年、NHK） - かおる 役
- 走れ!熱血刑事（1981年、テレビ朝日） - 大沢淳子 役
- 熱中時代第2シリーズ 第34話「熱中先生と長〜い作文」（1981年、日本テレビ） - 浅倉乃里子 役
- かくれんぼ（1981年、日本テレビ） - 奥村綾子 役
- 雨あがりの女（1982年、テレビ朝日）
- 松平右近事件帳（1982年、日本テレビ） - おさよ 役
- 火曜サスペンス劇場（日本テレビ）
  - 高校野球殺人事件（1982年） - 百世 役
  - 京都慕情殺人事件（1985年）
  - 警部補 佃次郎6（1998年） - 丹野香 役
  - 追跡5（1999年）
  - 警部補 佃次郎11（2000年） - 水木葉子 役
- ビゴーを知っていますか（1982年10月9日、NHK） - 佐野マス 役、アメリカ・第11回国際エミー賞優秀賞受賞作品
- 君は海を見たか（1982年、フジテレビ）
- 土曜ドラマ（NHK総合）
  - 追跡 第3話（1983年2月5日）
  - 放送記者物語（1995年）
- 大奥（1983年、関西テレビ）
  - 第12話「見ざる言わざる聞かざる」 - おりき 役
  - 第35話「運の悪い女たち」・第36話「密会」 - 竹姫 役
- 月曜ワイド劇場「内嫁戦争 がんこ親父VS美人姉妹連合軍!」（1983年、テレビ朝日）
- 夕空はれて（1984年、中部日本放送）
- 大岡越前 第8部 第26話「将軍救った美女軍団」（1985年1月21日、TBS / C.A.L） - 美佐 役
- 木曜ゴールデンドラマ（読売テレビ）
  - あなたは妻を救えるか（1985年）
  - あなたに似た子（1985年）
- 遊びじゃないのよ、この恋は（1986年、TBS）
- 温泉仲居物語(7)「堂ケ島めぐり逢い・浪の瀬に男と女の唄が散る」（1987年、テレビ東京）
- 三本足の名盲導犬サーブ・愛の物語（1989年、テレビ朝日）
- 山村美紗サスペンス 京都東山殺人事件（1990年、テレビ朝日） - 森宮涼子 役
- 花王 愛の劇場「一緒に暮らしたい」（1990年、TBS）
- さすらい刑事旅情編III 第12話（1990年、テレビ朝日）
- 母と子のテレビ絵本 「クレヨン王国の十二か月」（1990年・1993年、NHK教育） - 朗読
- 母（1990年、テレビ東京）
- ドラマチック22「ごくごく平凡な家庭の“幸福な性”」（1990年、TBS）
- 火曜ミステリー劇場「看護婦長推理カルテ 温泉病院怪奇連続殺人事件」（1991年、テレビ朝日）
- 六つの離婚サスペンス「保険証書が囁く」（1992年、関西テレビ）
- デパート!秋物語 第8話（1992年、TBS） - 結城夫人 役
- 矢追純一の異次元ワールド(2)「胎児の記憶」（1993年、日本テレビ）
- ど素人刑事殺人事件簿（1996年、TBS） - 秋山綾 役
- 金曜時代劇「夢暦・長崎奉行」第8話（1996年5月24日、NHK）
- 金田一少年の事件簿 第2シリーズ 第2・3話/ファイル11「タロット山荘殺人事件」（1996年、日本テレビ） - 諏訪正子 役
- 月曜ドラマスペシャル「ど素人刑事殺人事件簿」（1996年、TBS）
- ウイークエンドドラマ「しようよ♡」（1996年、テレビ朝日）
- 金曜エンタテイメント「京都夜の祇園殺人事件」（1997年、フジテレビ）
- ドラマ新銀河「今夜もごちそうさま」（1997年、NHK総合）
- うちへおいでよ[23]（1997年、関西テレビ）
- 聖者の行進（1998年、TBS） - 竹上裕子 役
- ドンウォリー!（1998年、関西テレビ）
- 今夜もごちそうさま 総集編（1998年、NHK総合）
- さわやかスーパーウーマン（1998年、TBS）
- 外科医・夏目三四郎（1998年、テレビ朝日） - 丹下真紀子 役
- ドラマ愛の詩「コラ!なんばしよっと」（1998年12月29日、NHK総合）
- ウルトラマンガイア（1998 - 1999年、円谷プロ/毎日放送） - 高山重美 役
- 連続テレビ小説「やんちゃくれ」（1998年 - 1999年、NHK総合）
- なごや千客万来（2000年、NHK）
- ドラマ30「コンビにまりあ」（2001年、中部日本放送）
- ヤンキー母校に帰る（2003年、TBS）
- 危険な関係（2005年、東海テレビ）
- ロケットボーイズ（2006年、テレビ東京）
- 水曜ミステリー9「内田康夫サスペンス 信濃のコロンボ13 盲目のピアニスト」（2006年、BSジャパン・テレビ東京）
- 大河ドラマ「風林火山」 第2話（2007年、NHK総合） - 大林勘左衛門（笹野高史）の妻・菊代 役
- 金曜ナイトドラマ「特命係長 只野仁（3rdシーズン）」第29話（2007年、テレビ朝日） - 桜本頼子 役
- おかわり飯蔵（2007年、テレビ東京）
- ジョシデカ!-女子刑事- 第6話（2007年11月22日、TBS） - 時田睦子 役[24]
- 金曜プレステージ「津軽海峡ミステリー航路(7)」（2008年2月29日、フジテレビ） - 中道範子 役[25]
- 赤川次郎ミステリー 4姉妹探偵団 第8話（2008年3月7日、朝日放送・テレビ朝日） - 山根静江 役
- Tomorrow〜陽はまたのぼる〜 第9話（2008年8月31日、TBS） - 仙道昌江 役
- JIN-仁- 第4話・5話・最終話（2009年11月1日・8日・12月20日、TBS） - 女将 役
- 金曜プレステージ「山村美紗サスペンス 黒の滑走路〜禁じられた一族〜」（2012年1月13日、フジテレビ） - 青島百合 役
- 水曜ミステリー9「保険犯罪調査員 佐伯初音 空白の起点」（2016年7月20日、テレビ東京） - 山根美子 役
- 松本清張没後25年特別企画『誤差』（2017年、テレビ東京） - 川田沙織 役

### 映画
- 新宿馬鹿物語（1977年） - 典子 役
- どうにでもして（1978年）
- 序の舞（1984年） - 島村志満 役
- バロー・ギャングBC（1985年） - 西野先生 役
- スタア（1986年） - 杉梢　役
- ズッコケ三人組 怪盗X物語（東映）（1998年） - 山中美代子　役
- YOSHIMOTO DIRECTOR'S 100「ぱきゅら!」（短編、2007年）
- 三十九枚の年賀状（2008年）
- やさしい手（2011年） - 葵 役

### 舞台
- マリウス（1983年）
- 或る女
- 三越夏休みファミリー劇場・ミュージカル「シンデレラ」（2009年7月25日 - 8月2日、三越劇場 他） - 魔法使い 役
- 愛が殺せとささやいた（2011年9月16日 - 25日、草月ホール） - 主演・鶴田愛子 役

### 劇場アニメ
- 走れメロス（1992年） - 王妃フリューネ

### 吹き替え
- 奇跡の着陸 - （アナ・アリシア）
- ケインとアベル - フロレンティナ・ロスノフスキー（ケイト・マクニール） 役
- コーヒーにはクリームを - （シーラ・マクレオド）
- 殺しのリハーサル - （マドリン・スミス）
- ジャクリーン・ケネディ物語 - ジャクリーン・ケネディ（ジャクリーン・スミス） 役 ※テレビ朝日版
- 青春のブロードウェー - （カリン・プラドレー）
- チャーリー - ウーナ・オニール・ヘティ・ケリー（モイラ・ケリー） 役
- 名探偵ポワロ 夢 - ジョアンナ 役

### ラジオ
- セイ!ヤング（1974年 - 1976年、文化放送）
- 歌謡大行進（1975年、文化放送） - 岸部シローと共演
- 水沢アキのファッショナブル・サウンド（1979年 - 1981年、TOKYO FM）
- エネルギーサロン
- 志の輔ラジオ 落語DEデート（2009年11月15日、文化放送）

### 広告
- ウテナ化粧品
- 新潟交通
- カネボウ毛糸 「アルプス毛糸」「サマーベル」「シャンベル」
- 日本電池 「GSバッテリー」（1979年 - 1980年）
- サントリー 「ヘイグ」（英国産ウイスキー） 1982年版カレンダー（1981年）
- 豊臣工業 「トヨストーブ」（1982年 - 1984年）
- ケンビックス（2002年）
- サイファ「漢方ビュー」（2008年）
- ドクターシーラボ「あの人が明かす美容法」（2010年）

### テレビ（その他）
- ワイドこどもショー・ブンブンバンバン（1973年 - 1975年、NBN）
- 歌はともだち（1974年、NHK総合）
- バラエティー世界史漫遊（1975年、NHK総合）
- モーニングジャンボ奥さま8時半です（TBS）
- クイズ!家族ドレミファ大賞（1976年、フジテレビ） - 柏村武昭と共に司会
- 第9回 日本歌謡大賞（1978年、テレビ朝日） - 高島忠夫と共に司会
- 連想ゲーム（1978年4月 - 1979年3月、NHK総合） - 4代目紅組キャプテン
- ザ・リクエストショー（1979年 - 1980年、テレビ朝日） - みのもんたと共に司会
- オリンパソン'80（1980年5月、テレビ朝日） - モスクワをレポート
- クイズ面白ゼミナール（1981年 - 1986年、NHK総合）
- 趣味講座 カメラ技法入門（1981年 - 1982年、NHK教育）
- 金曜おもしろバラエティ 名湯!秘湯!日本の温泉ベスト101（1986年10月17日、フジテレビ） - 司会
- 金曜おもしろバラエティ '88夏休みスペシャル 思い出のアイドルスター大集合in大磯（1988年7月22日、フジテレビ） - 愛川欽也と共に司会。番組ではデビュー曲『娘ごころ』を披露。
- なるほど!ザ・ワールド（フジテレビ） - 海外レポーター
- ゲーム数字でQ（1991年 - 1992年、NHK総合）
- すくすく赤ちゃん（1992年 - 1993年、NHK教育）
- クイズ日本人の質問（1994年 - 1998年、NHK総合）
- げんき家族（1998年 - 2000年、関西テレビ）
- 新・クイズ　日本人の質問（2000年 - 2001年、NHK総合）
- 水沢アキ・満点夢ショップ（関西テレビ）
- 良品工房テレショップ
- 虎ノ門市場（テレビ東京）

### CM
- 久光製薬 「ニューサロンパス」
- 野村證券（1975年）
- 信用金庫
- 東洋水産
- 吉原製油「ゴールデンサラダ油」（1977年）
- 日清製粉 チーズケーキミックス「クールン」、パスタ「マ・マー スパゲッティ」
- ブラザー工業 「ブラザー編機」「ブラザーミシン」
- ヤマハ発動機 ソフトバイク「パッソーラ」、小形ヨット「ディンギー」（1977年 - 1980年）
- 日本リーバ 「サンシルクシャンプー」
- 久光製薬 サロンパス
- 日本コカ・コーラ 「ナスタ・ポテトチップス」
- 井村屋製菓
- 豊臣工業 トヨストーブ
- 花王「かんたんマイペット」「バスマジックリン」（1991年 - 1993年）

## 書籍

### 写真集
- 「水沢アキの情熱」激写文庫（1986年3月20日、小学館、撮影：篠山紀信）ISBN 4-093-94751-1
- AKI MIZUSAWA—PHOTOGRAPHY KISHIN SHINOYAMA 1975‐1995（1995年5月1日、小学館、撮影：篠山紀信）ISBN 4-093-94581-0
- AKI MIZUSAWA 1975-2020（2020年12月4日、小学館、撮影：篠山紀信）ISBN 9784096823484 ※電子書籍版有り

#### オムニバス写真集
- 激写・135人の女ともだち（1979年5月15日、小学館、撮影：篠山紀信）
- マキノ雅裕女優志・情（1979年6月15日、草風社）
- 20世紀のヴィーナス 1966-2000（2000年12月、集英社）ISBN 4-087-80319-8
- 永久保存版写真集 平凡パンチ 〜甦れ、アイドルの時代〜 （2008年4月24日、マガジンハウス） ISBN 4-838-71863-2

#### ウェブ写真集
- 「インターネット篠山紀信 S BOOK　水沢アキ1. 同2. 同3.」（小学館、各50枚）

### 著書及び関連書籍
- カメラ技法入門（1981年、日本放送出版協会）同名番組のテキスト
- 夢みたいに英語ペラペラ（1986年、角川書店）ISBN 4-047-06021-6
- ピアノでポップスをⅢ（1991年、日本放送出版協会）同名番組のテキスト
- 水沢アキの子育て離婚ウォーズ（小菅宏・著/1995年、スコラ）ISBN 4-796-20239-0
- 水沢アキのバストアップ専科（健康情報ネットワーク・編/1995年、ダイセイコー）ISBN 4-924-72411-4
- アキ、ジュリアン、フランセスのホームメイド英会話（1999年、ザ・マサダ）ISBN 4-915-97787-0
- まれに見るバカ女〔別冊宝島Real 043〕（2003年、宝島社）ISBN 4-796-63098-8
- 「頭痛くらい」で病院へ行こう（清水 俊彦・共著/2005年、MNS・河出書房新社）ISBN 4-309-90618-4
- 水沢アキ「温め腹巻ダイエット」（久永陽介・著/2010年、講談社）ISBN 4-062-16310-1

## 音楽

### シングル
※　すべてCBS・ソニーより、EPレコードで発売。
| 発売日        | 規格品番 | 面 | タイトル               | 作詞       | 作曲       | 編曲       |
| ------------- | -------- | -- | ---------------------- | ---------- | ---------- | ---------- |
| 1973年7月1日  | SOLB-41  | A  | 娘ごころ               | 山上路夫   | 筒美京平   | 筒美京平   |
| 1973年7月1日  | SOLB-41  | B  | いつもの駅まで         | 山上路夫   | 筒美京平   | 筒美京平   |
| 1973年11月1日 | SOLB-84  | A  | 秘密                   | 山上路夫   | 筒美京平   | 筒美京平   |
| 1973年11月1日 | SOLB-84  | B  | ふたりの雪             | 山上路夫   | 筒美京平   | 筒美京平   |
| 1974年3月21日 | SOLB-120 | A  | 熱い出来事             | 安井かずみ | 筒美京平   | 筒美京平   |
| 1974年3月21日 | SOLB-120 | B  | あなたのことでいっぱい | 山上路夫   | 筒美京平   | 高田弘     |
| 1974年9月21日 | SOLB-177 | A  | 祈り                   | 松本隆     | 三木たかし | 三木たかし |
| 1974年9月21日 | SOLB-177 | B  | 尾道の雨               | 松本隆     | 三木たかし | 高田弘     |
| 1975年3月21日 | SOLB-228 | A  | めぐり逢わせ           | なかにし礼 | 三木たかし | 三木たかし |
| 1975年3月21日 | SOLB-228 | B  | 今夜は帰って           | なかにし礼 | 三木たかし | 三木たかし |

### アルバム
※　CBS・ソニー、Sony RecordsなどSony関連より発売。
| 発売日        | 規格         | 規格品番                 | アルバム | 備考                                                                    |
| ------------- | ------------ | ------------------------ | --- | ----------------------------------------------------------------------- |
| 1973年9月21日 | LP           | SOLJ-84                  | 娘ごころ ※ すべて筒美京平作曲。 \| 面 \| No. \| タイトル \| 作詞 \| 編曲 \| \| -- \| --- \| ------------------------ \| ---------- \| -------- \| \| A \| 1 \| 娘ごころ \| 山上路夫 \| 筒美京平 \| \| A \| 2 \| おしばな日記 \| 山上路夫 \| 筒美京平 \| \| A \| 3 \| あなたのことでいっぱい \| 山上路夫 \| 高田弘 \| \| A \| 4 \| 指きり \| 山上路夫 \| 筒美京平 \| \| A \| 5 \| 野のこみち \| 山上路夫 \| 筒美京平 \| \| A \| 6 \| いつもの駅まで \| 山上路夫 \| 筒美京平 \| \| B \| 1 \| 愛を知ったから \| なかにし礼 \| 高田弘 \| \| B \| 2 \| 誰も知らない \| 岩谷時子 \| 高田弘 \| \| B \| 3 \| 河を野菊が \| 橋本淳 \| 高田弘 \| \| B \| 4 \| いつからか \| 岩谷時子 \| 高田弘 \| \| B \| 5 \| さよならなんて言わないで \| 橋本淳 \| 筒美京平 \| \| B \| 6 \| 私は忘れない \| 橋本淳 \| 筒美京平 \| |                                                                         |
| 1994年5月21日 | CD           | SRCL-2892                | 娘ごころ ※ すべて筒美京平作曲。 \| 面 \| No. \| タイトル \| 作詞 \| 編曲 \| \| -- \| --- \| ------------------------ \| ---------- \| -------- \| \| A \| 1 \| 娘ごころ \| 山上路夫 \| 筒美京平 \| \| A \| 2 \| おしばな日記 \| 山上路夫 \| 筒美京平 \| \| A \| 3 \| あなたのことでいっぱい \| 山上路夫 \| 高田弘 \| \| A \| 4 \| 指きり \| 山上路夫 \| 筒美京平 \| \| A \| 5 \| 野のこみち \| 山上路夫 \| 筒美京平 \| \| A \| 6 \| いつもの駅まで \| 山上路夫 \| 筒美京平 \| \| B \| 1 \| 愛を知ったから \| なかにし礼 \| 高田弘 \| \| B \| 2 \| 誰も知らない \| 岩谷時子 \| 高田弘 \| \| B \| 3 \| 河を野菊が \| 橋本淳 \| 高田弘 \| \| B \| 4 \| いつからか \| 岩谷時子 \| 高田弘 \| \| B \| 5 \| さよならなんて言わないで \| 橋本淳 \| 筒美京平 \| \| B \| 6 \| 私は忘れない \| 橋本淳 \| 筒美京平 \| |                                                                         |
| 2015年9月29日 | Blu-spec CD2 | DQCL-581                 | 娘ごころ ※ すべて筒美京平作曲。 \| 面 \| No. \| タイトル \| 作詞 \| 編曲 \| \| -- \| --- \| ------------------------ \| ---------- \| -------- \| \| A \| 1 \| 娘ごころ \| 山上路夫 \| 筒美京平 \| \| A \| 2 \| おしばな日記 \| 山上路夫 \| 筒美京平 \| \| A \| 3 \| あなたのことでいっぱい \| 山上路夫 \| 高田弘 \| \| A \| 4 \| 指きり \| 山上路夫 \| 筒美京平 \| \| A \| 5 \| 野のこみち \| 山上路夫 \| 筒美京平 \| \| A \| 6 \| いつもの駅まで \| 山上路夫 \| 筒美京平 \| \| B \| 1 \| 愛を知ったから \| なかにし礼 \| 高田弘 \| \| B \| 2 \| 誰も知らない \| 岩谷時子 \| 高田弘 \| \| B \| 3 \| 河を野菊が \| 橋本淳 \| 高田弘 \| \| B \| 4 \| いつからか \| 岩谷時子 \| 高田弘 \| \| B \| 5 \| さよならなんて言わないで \| 橋本淳 \| 筒美京平 \| \| B \| 6 \| 私は忘れない \| 橋本淳 \| 筒美京平 \| | シングル、C/W曲など未CD化7曲を追加。 2015年デジタル・リマスタリング盤。 |
| 2017年6月14日 | 配信         |                          | 娘ごころ ※ すべて筒美京平作曲。 \| 面 \| No. \| タイトル \| 作詞 \| 編曲 \| \| -- \| --- \| ------------------------ \| ---------- \| -------- \| \| A \| 1 \| 娘ごころ \| 山上路夫 \| 筒美京平 \| \| A \| 2 \| おしばな日記 \| 山上路夫 \| 筒美京平 \| \| A \| 3 \| あなたのことでいっぱい \| 山上路夫 \| 高田弘 \| \| A \| 4 \| 指きり \| 山上路夫 \| 筒美京平 \| \| A \| 5 \| 野のこみち \| 山上路夫 \| 筒美京平 \| \| A \| 6 \| いつもの駅まで \| 山上路夫 \| 筒美京平 \| \| B \| 1 \| 愛を知ったから \| なかにし礼 \| 高田弘 \| \| B \| 2 \| 誰も知らない \| 岩谷時子 \| 高田弘 \| \| B \| 3 \| 河を野菊が \| 橋本淳 \| 高田弘 \| \| B \| 4 \| いつからか \| 岩谷時子 \| 高田弘 \| \| B \| 5 \| さよならなんて言わないで \| 橋本淳 \| 筒美京平 \| \| B \| 6 \| 私は忘れない \| 橋本淳 \| 筒美京平 \| |                                                                         |
| 面            | No.          | タイトル                 | 作詞 | 編曲                                                                    |
| A             | 1            | 娘ごころ                 | 山上路夫 | 筒美京平                                                                |
| A             | 2            | おしばな日記             | 山上路夫 | 筒美京平                                                                |
| A             | 3            | あなたのことでいっぱい   | 山上路夫 | 高田弘                                                                  |
| A             | 4            | 指きり                   | 山上路夫 | 筒美京平                                                                |
| A             | 5            | 野のこみち               | 山上路夫 | 筒美京平                                                                |
| A             | 6            | いつもの駅まで           | 山上路夫 | 筒美京平                                                                |
| B             | 1            | 愛を知ったから           | なかにし礼 | 高田弘                                                                  |
| B             | 2            | 誰も知らない             | 岩谷時子 | 高田弘                                                                  |
| B             | 3            | 河を野菊が               | 橋本淳 | 高田弘                                                                  |
| B             | 4            | いつからか               | 岩谷時子 | 高田弘                                                                  |
| B             | 5            | さよならなんて言わないで | 橋本淳 | 筒美京平                                                                |
| B             | 6            | 私は忘れない             | 橋本淳 | 筒美京平                                                                |

### コンピレーション
- あの青空はとっておきたい 青空十二色（CBSソニー、25AH 1549、1983年)
- Singers In Memories - アイドル・タイムマシーン（CBSソニー、35DH 126、1984年）
- アーリー70´sフィーメイル・アイドル・コレクションVOL.1 （Sony Records、SRCL- 4230、1998年5月21日）
  - いずれも「娘ごころ」を収録